# Pandarus
A Pandarus az állkapcsilábas rákok (Maxillopoda) osztályának a Siphonostomatoida rendjébe, ezen belül a Pandaridae családjába tartozó nem.
A Pandaridae család típusneme.

## Tudnivalók
A Pandarus-fajok tengeri élőlények. Közülük a legtöbben élősködő életmódot folytatnak.

## Rendszerezésük
A nembe az alábbi 15 faj tartozik:
- Pandarus ambiguus (T. Scott, 1907)
- Pandarus bicolor Leach, 1816 - típusfaj
- Pandarus brevicaudis Dana, 1852
- Pandarus carcharhini Ho, 1963
- Pandarus cranchii Leach, 1819
- Pandarus crauchii (Beneden, 1892) - nomen nudum
- Pandarus floridanus Cressey, 1967
- Pandarus katoi Cressey, 1967
- Pandarus niger Kirtisinghe, 1950
- Pandarus rhincodonicus Norman, Newbound & Knott, 2000
- Pandarus rouxii Risso, 1826
- Pandarus satyrus Dana, 1849
- Pandarus sinuatus Say, 1818
- Pandarus smithii Rathbun, 1886
- Pandarus zygaenae Brady, 1883

A hat alábbi taxon név meglehet, hogy nem ebbe a nembe tartozik:
- Pandarus carchariaeglaucus Hesse, 1883 (taxon inquirendum)
- Pandarus mustelilaevis Hesse, 1883 (taxon inquirendum)
- Pandarus spinaciiachantias Hesse, 1883 (taxon inquirendum)
- Pandarus unicolor Hesse, 1883 (taxon inquirendum)
- Pandarus borealis (Steenstrup & Lütken, 1861) (nomen dubium, 1979-ben Kabata egy hím Nessipus-fajról írta le)
- Pandarus australis White, 1847 (nomen nudum)

Tizenhat további taxon nevet vagy a fentiek szinonimájává alakították át, vagy más nemekbe helyezték át.